# Dieter C. Umbach
Dieter C. Umbach (* 25. Juli 1938 in Essen; † 2. Juni 2024) war ein deutscher Rechtswissenschaftler.

## Werdegang
Umbach studierte Rechtswissenschaft an den Universitäten Münster, Genf, Heidelberg, Montpellier und Oxford. Er wurde 1978 an der Universität Heidelberg promoviert. Von 1976 bis 1983 war er Wissenschaftlicher Mitarbeiter am Bundesverfassungsgericht. 1987 erfolgte seine Habilitation an der Universität Erlangen-Nürnberg. 1999/2000 war er Distinguished Fulbright-Professor an der Law School der Vanderbilt University (USA) und seit 2002 Chairman der Confidentiality Commission der Organisation für das Verbot chemischer Waffen in Den Haag. Er lehrte an der Universität Potsdam auf dem Lehrstuhl für Verwaltungsrecht mit Sozialrecht sowie Europäisches Verfassungs- und Sozialrecht. Zeitweilig war er Vorsitzender Richter am Landessozialgericht Rheinland-Pfalz.
Er ist Autor und Herausgeber mehrerer großer Kommentare zum Verfassungsprozessrecht und Verfassungsrecht.

## Schriften (Auswahl)
- mit Franz-Wilhelm Dollinger: Zwischen Bestenauslese und Demokratieprinzip. Die Besetzung der Landesrechnungshöfe unter Berücksichtigung der Bewerbung, Wahl und Ernennung der Mitglieder des Rechnungshofs Brandenburg. Mit einem Kompendium der relevanten Gesetzestexte aller Bundesländer und des Bundes. Mit einem Vorwort von Ernst Benda. Berlin: Frank & Timme 2007.
- mit Ernst Benda: Stasi-Akten und das Persönlichkeitsrecht von Politikern. Unter Mitwirkung von Franz-Wilhelm Dollinger. Frankfurt am Main: Lang 2004.
- mit Ingo Palsherm und Anke Waldner: Verwaltungsrecht in Brandenburg. Nagelmanns Blätter zum Lernen. Potsdam: Universitäts-Verlag 2003.
- mit Thomas Clemens: Bundesverfassungsgerichtsgesetz. Mitarbeiterkommentar und Handbuch. Heidelberg: Müller, Juristischer Verlag 1992, 2. völlig neu bearbeitete Auflage, 2004.
- Parlamentsauflösung in Deutschland. Verfassungsgeschichte und Verfassungsprozess. Berlin/New York: de Gruyter 1989.
- Das Unterhaus als „Grand Inquest“. Die Untersuchungsinstitutionen des britischen Parlaments. Geschichte und Verfahren der Royal Commissions, select Committees und Tribunals of Inquiry, jur. Diss. Heidelberg 1978.